# Salineville (Ohio)
Salineville es una villa ubicada en el condado de Columbiana en el estado estadounidense de Ohio. En el Censo de 2010 tenía una población de 1311 habitantes y una densidad poblacional de 229,25 personas por km².

## Geografía
Salineville se encuentra ubicada en las coordenadas 40°37′15″N 80°50′4″O / 40.62083, -80.83444. Según la Oficina del Censo de los Estados Unidos, Salineville tiene una superficie total de 5.72 km², de la cual 5.72 km² corresponden a tierra firme y (0%) 0 km² es agua.

## Demografía
Según el censo de 2010, había 1311 personas residiendo en Salineville. La densidad de población era de 229,25 hab./km². De los 1311 habitantes, Salineville estaba compuesto por el 97.1% blancos, el 1.37% eran afroamericanos, el 0.15% eran amerindios, el 0.08% eran asiáticos, el 0% eran isleños del Pacífico, el 0% eran de otras razas y el 1.3% pertenecían a dos o más razas. Del total de la población el 0.38% eran hispanos o latinos de cualquier raza.